# Francesco Campana
Francesco Campana di Giovanni Battista (Colle di Val d'Elsa, 1491 circa – settembre 1546) è stato un abate italiano, parroco della Chiesa di San Martino a Montughi dal 1537 al 1546.

## Biografia
Nel 1530, a Firenze, fu eletto da Cosimo I segretario della Repubblica e poi del Principato. Si laureò in legge e fu primo segretario e consigliere del duca Alessandro de' Medici.

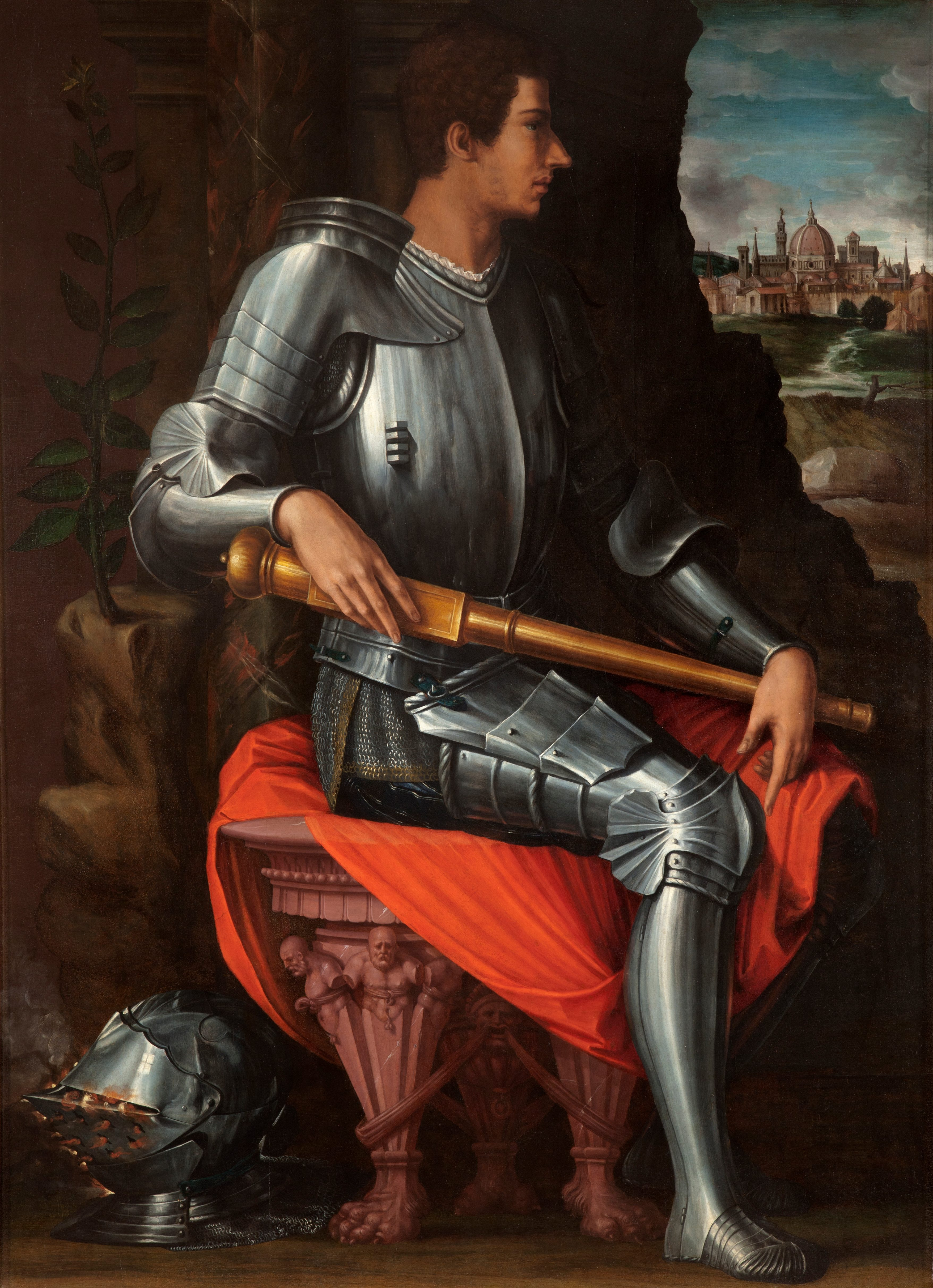
Alessandro de' Medici

Si recò in Inghilterra come inviato di Clemente VII, ricoprì la carica di abate della  Chiesa di Sant'Andrea a Dovadola, divenne pievano della Chiesa di Santa Maria (Cavriglia) e della Pieve di San Lorenzo a Miransù, priore della Chiesa di Sant'Antonio Abate di Fano.
Fu provveditore per l'Università di Pisa e ambasciatore presso l'Imperatore Carlo V. Si dedicò alla letteratura e fu egli stesso un letterato.

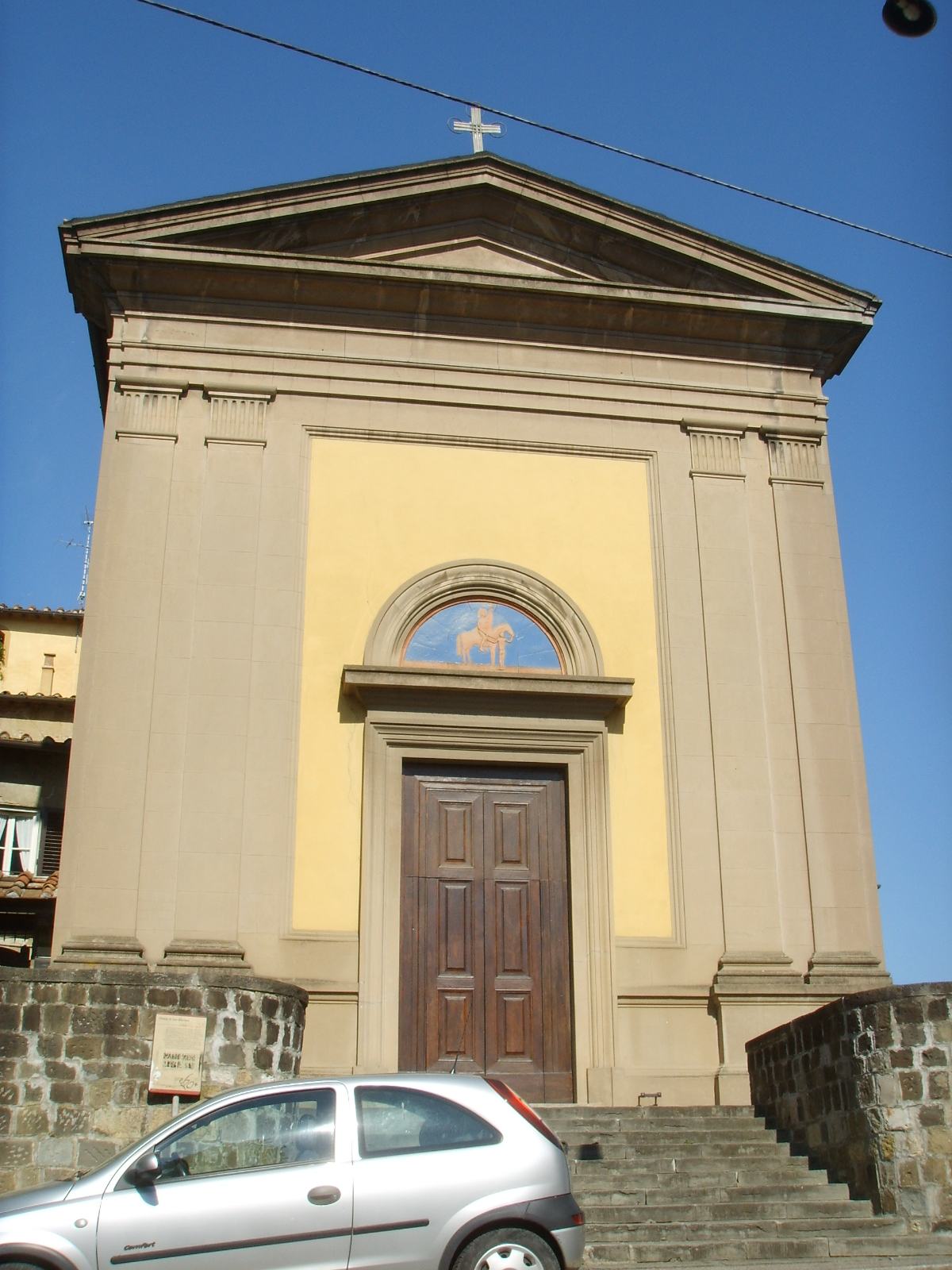
Chiesa di San Martino a Montughi

Nel 1537 divenne canonico del Duomo e fu parroco di San Martino a Montughi. In questa chiesa, sotto la loggia che egli fece costruire, si trova l'iscrizione: Franciscus Campanus / Antiqua loci religione amoenitate / Atque opportunitate invitatus / Ad suum amicorum successorumque omnium usu / Qui cum Musis commertium habuerint / A fundamentis aedificavit MDXXXIX ,  (Francesco Campana, mosso dall'antica religione, dall'amenità e comodità del luogo, per sé, per i suoi successori ed amici che avranno familiari le Muse, costruì dalle fondamenta nel 1539).
Francesco Campana scrisse Virgiliana quaestio, opera nella quale difende Virgilio dalle imputazioni di Varo e di Tucca. La sua opera venne stampata a Firenze nel 1526, a Milano nel 1540, a Parigi nel 1546.

## Opere
- Ad Adrianum sextum pontificem max. oratio panegyrica per Franciscum Campanum, Papiae: apud Iacob de Burgofranco, 1523
- Virgiliana quaestio per Franciscum Campanum Collensem, Bononiae: in aedibus Ioannis Baptistae & Benedicti, quondam Hectoris de Faellis calcograforum acuratissimorum, 1526
- Francisci Campani Quaestio Virgiliana, Mediolani: apud Caluum, 1540